# Rhode Island FC
El Rhode Island FC es un equipo de fútbol de la ciudad de Smithfield, Rhode Island, Estados Unidos. Fundado en 2019, disputará su primera temporada en la USL Championship en 2024.

## Historia
En diciembre de 2019, la USL Championship anunció un nuevo equipo de expansión en Rhode Island.  El proyecto fue postergado tras la pandemia, hasta que el 14 de noviembre de 2022 se publicó el nombre del club y sus colores.
El ex-internacional por Bermudas Khano Smith fue nombrado como primer entrenador del club. La primera contratación del club fue el español Koke Vegas.

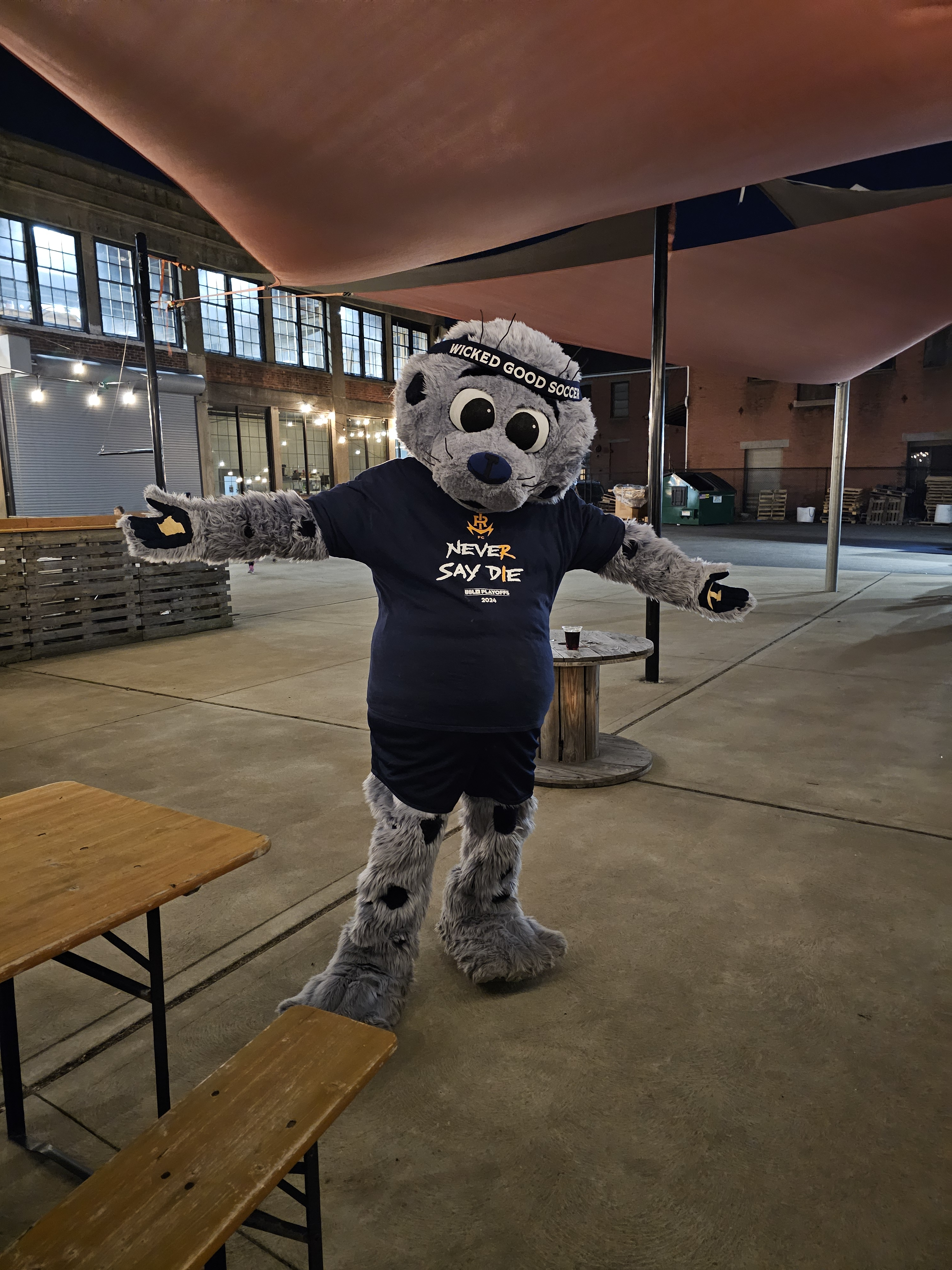
La mascota Chip vistiendo una camisa que dice Never say die ("Nunca digas morir")

La mascota del club es Chip, una foca macho antropomórfica.